# Vallisneria spinulosa
Vallisneria spinulosa ist eine Pflanzenart aus der Familie der Froschbissgewächse (Hydrocharitaceae).

## Beschreibung
Das Rhizom ist knollig. Die Stolonen weisen winzige Dornen auf. Die Blätter messen 20 bis 50, selten bis 200 Zentimeter × 4 bis 10 Millimeter. Die mittlere Blattader ist hervorgehoben, auf ihr befindet sich eine Reihe winziger Dornen. Der Blattrand ist gesägt, die Spitze stumpf oder leicht zugespitzt. Die männliche Spatha ist konisch, mit über 300 Blüten besetzt und misst 1 bis 1,5 Zentimeter × 5 bis 8 Millimeter. Die Kelchblätter sind konvex. Die zwei Kronblätter sind an der Basis der Staubfäden verwachsen. Es sind zwei Staubblätter vorhanden. Die Staubfäden sind nicht behaart. Die weibliche Spatha misst 1 bis 2 Zentimeter. Ihr Blütenstandsstiel ist sehr lang und schmal. Die Kelchblätter messen ca. 4 × 2 Millimeter und sind stumpf. Die Kronblätter sind winzig. Staminodien sind drei vorhanden. Die Frucht ist dreikantig-zylindrisch, 8 bis 20 Zentimeter × 4 bis 7 Millimeter groß und weist an den Kanten Dornen auf. Die Samen sind verkehrt-eiförmig und zwei- bis fünf-flügelig.
Die Chromosomenzahl beträgt 2n = 20.
Die Art blüht und fruchtet von August bis Oktober.

## Vorkommen
Vallisneria spinulosa wächst in Teichen und Seen. Die Art kommt in Guangxi, Hubei, Hunan und Jiangsu in der Volksrepublik China vor und außerdem im südlichen Korea vor.

## Systematik
Vallisneria spinulosa wurde 1982 von Su Zhu Yan erstmals beschrieben.